# Lismore, New South Wales
Lismore är en stad i New South Wales i Australien med omkring 30 000 invånare (2011) som grundades 1856. Tidningen The Northern Star är baserad i staden. Sedan 1994 finns det ett universitet, Southern Cross University, med närmare 15 000 studenter i Lismore.
Terrängen runt Lismore är varierad. Lismore är det största samhället i trakten.
Omgivningarna runt Lismore är en mosaik av jordbruksmark och naturlig växtlighet. Runt Lismore är det ganska glesbefolkat, med 38 invånare per kvadratkilometer.  Klimatet i området är fuktigt och subtropiskt. Årsmedeltemperaturen i trakten är 19 °C. Den varmaste månaden är december, då medeltemperaturen är 25 °C, och den kallaste är juli, med 12 °C. Genomsnittlig årsnederbörd är 1 776 millimeter. Den regnigaste månaden är januari, med i genomsnitt 298 mm nederbörd, och den torraste är oktober, med 39 mm nederbörd.